# Callistege extrema
Callistege extrema är en fjärilsart som beskrevs av Bang-haas 1912. Callistege extrema ingår i släktet Callistege och familjen nattflyn. Inga underarter finns listade i Catalogue of Life.